# باقرمي (محافظة)
باقرمي هي واحدة من ثلاث محافظات إقليم شاري باقرمي، تشاد. تأخذ اسمها من مملكة باقرمي. عاصمتها ماسينيا.

## جغرافية
يرتفع سطح المحافظة حوالي 1000 قدم (300 متر) فوق مستوى سطح البحر، مسطح تقريبًا ويميل شمالًا إلى بحيرة تشاد. الظاهر أنها تشكل جزءًا من حوض بحيرة ضخمة. تربتها طينية ويتدفق عبر المحافظة العديد من روافد نهر شاري، لكن المستنقعات والقنوات التي تعوقها الرمال تمتص الكثير من المياه، حيث أن فصول الجفاف تتكرر مرارًا. الجزء الجنوبي من المقاطعة هو الأكثر خصوبة.
في ظل الحكم الاستعماري الفرنسي، كانت العاصمة تشكنا، على أحد روافد شاري. كان حصن لامي (انجامينا حاليا)عند ملتقى لوقون وشاري، وحصن دي كوينت في وسط شاري، من المواقع الفرنسية التي نمت حولها المدن. 

## الحيوانات والنباتات
بين الأشجار أكاسيا ونخيل الدوم شائعان. تم العثور على أنواع مختلفة من كرمة المطاط. ينمو الأرز برية، وكذلك الحال بالنسبة للعديد من أنواع عشب بوا (كلاهما يزرعان أيضًا). وتشمل الحيوانات الفيل، فرس النهر والأسد والعديد من أنواع الظباء. النمل كثيرة جدا. 

## التاريخ
جاء الباقرميين من الشرق منذ عدة قرون وفقا لتراثهم الخاص، وهو تراث الموجود في لغتهم، والتي تشبه اللغة المتكلم بها في النيل الأبيض. عند وصولهم، يبدو أنهم أخذوا مكان سلالة بيلالا. أخضعوا الفولانيين والعرب الذين استقروا بالفعل في المنطقة، وبعد تحولهم إلى الإسلام في عهد عبد الله، ملكهم الرابع (حوالي 1600)، وسعوا سلطتهم على عدد كبير من القبائل التي تعيش في الجنوب والشرق. وأهم هذه القبائل كانت ساراس، جابري، سومري، جولا، ندوكا، النوبة وسوكورو، الذين داهمهم الباقرميون مرارًا وتكرارًا بحثًا عن العبيد.
في عام 1911، كان تعدد الزوجات لا يزال عامًا في باقرمي العليا، حيث بقيت بعض آثار المرحلة الأموية من المجتمع، وكانت هناك دولة صغيرة واحدة تسمى "بلاد المرا "، "أرض النساء"، لأن حاكمها كان دائمًا ملكة. 
أصبحت باقرمي معروفة عند الأوروبيين من خلال رحلات ديكسون دنهام (1823)، هاينريش إيرث (1852)، الذي سجنه الباقرميون لبعض الوقت، غوستاف ناشتيجال (1872)، وبي. ماتيوتشي وآم ماساري (1881).
احتلل سلطان واداي البلاد في عام 1871، وحوالي عام 1890 كان يسيطر عليها رابح بن زبير الذي نقل فيما بعد أبعد الغرب إلى بورنو. حول هذا الوقت أثار الاهتمام الفرنسي بالبلدان المحيطة ببحيرة تشاد. الحملة الفرنسية الأولى على السلطنة في باقرمي انتهت بمقتل زعيمها، الذي قتل بأمر من رباح.
كانت البعثات الفرنسية اللاحقة أكثر حظًا، في عام 1897 أبرم اميل جنتي ‏، المفوض الفرنسي للمقاطعة، معاهدة مع سلطان باقرمي، ووضع بلاده تحت الحماية الفرنسية. غادر أحد السكان في العاصمة، ماسينيا، ولكن عند انسحاب جنتي، نزل رابح من بورنو وأجبر السلطان والمقيم على الفرار. لم يتم تأسيس السلطة الفرنسية بحزم إلا بعد وفاة رباح في المعركة وهزيمة أبنائه (1901). كانم، وهي بلد يقع شمالي باقرمي ويخضع بدوره إلى واداي، يخضع في الوقت نفسه للسيطرة الفرنسية. بقدر ما يتعلق الأمر بخصومها الأوروبيين، فإن الحق الفرنسي في هذه المناطق كان مبنيًا على الاتفاقية الفرنسية الألمانية المؤرخة 15 مارس 1894 والإعلان الأنجلو فرنسي المؤرخ 21 مارس 1899.
قُدر عدد السكان في عام 1903 بحوالي 200000، بعد أن تقلص إلى حد كبير نتيجة الحروب وغارات الرقيق. يوجد أيضًا طريق قافلة قديم يمر عبر كانم وعبر الصحراء إلى طرابلس. 